# Eugène Curien
Eugène Curien (* 23. Februar 1868 in Senones; † 6. August 1947 ebenda) war ein französischer römisch-katholischer Geistlicher und Bischof von La Rochelle.

## Leben
Die Priesterweihe empfing Eugène Curien am 11. Juni 1892. Bevor er am 23. Dezember 1923 zum Bischof von La Rochelle ernannt wurde, war er Erzpriester in Épinal.
Die Bischofsweihe spendete ihm am 5. Februar 1924 in der Basilika Saint-Maurice in Épinal Alphonse-Gabriel-Pierre Foucault, Bischof von Saint-Dié; Mitkonsekratoren waren Joseph-Marie Tissier, Bischof von Châlons, und Charles Joseph Eugène Ruch, Bischof von Straßburg.
Eugène Curien war Mitbegründer der Union des Catholiques d’Aunis et de Saintonge (U.C.A.S.), einer frühen Laienapostolatsbewegung, die noch vor der Katholischen Aktion entstand. Große Bauvorhaben wie das Hauptseminar von L’Houmeau und die Kirche von Fétilly belasteten während seiner Amtszeit die Finanzen der Diözese.
Am 8. November 1937 trat er aus gesundheitlichen Gründen zurück und wurde zum Titularbischof von Loryma ernannt. Bis zu seinem Tode wirkte er dort als Seelsorger.